# 1930-as labdarúgó-világbajnokság (keretek)
Ez a szócikk tartalmazza a 1930-as labdarúgó-világbajnokságon részt vevő csapatok játékoskereteit.

## 1. csoport

### Franciaország
Szövetségi kapitány:  Raoul Caudron
| Szám | Poszt | Név                  | Születési dátum (Kor)          | Vál. | Klub              |
| ---- | ----- | -------------------- | ------------------------------ | ---- | ----------------- |
|      | K     | André Tassin         | 1902. február 23. (28 éves)    | 0    | RC Paris          |
|      | K     | Alex Thépot          | 1906. július 30. (24 éves)     | 12   | Red Star Paris    |
|      | V     | Numa Andoire         | 1908. március 19. (22 éves)    | 0    | Antibes           |
|      | V     | Marcel Capelle       | 1904. december 11. (25 éves)   | 4    | RC Paris          |
|      | V     | Étienne Mattler      | 1905. december 25. (24 éves)   | 1    | Sochaux           |
|      | V     | Augustin Chantrel    | 1906. november 11. (23 éves)   | 8    | CASG Paris        |
|      | KP    | Célestin Delmer      | 1907. február 15. (23 éves)    | 2    | Amiens            |
|      | KP    | Jean Laurent         | 1906. december 30. (23 éves)   | 3    | CASG Paris        |
|      | KP    | Marcel Pinel         | 1908. július 8. (22 éves)      | 8    | Red Star Paris    |
|      | KP    | Alexandre Villaplane | 1905. szeptember 12. (24 éves) | 22   | RC Paris          |
|      | KP    | Edmond Delfour       | 1907. november 1. (22 éves)    | 6    | RC Paris          |
|      | CS    | Marcel Langiller     | 1908. június 2. (22 éves)      | 8    | Excelsior Roubaix |
|      | CS    | Lucien Laurent       | 1907. december 10. (22 éves)   | 8    | Red Star Paris    |
|      | CS    | Ernest Libérati      | 1906. március 22. (24 éves)    | 3    | Amiens            |
|      | CS    | André Maschinot      | 1903. június 28. (27 éves)     | 3    | Sochaux           |
|      | CS    | Émile Veinante       | 1907. június 12. (23 éves)     | 3    | RC Paris          |

### Mexikó
Szövetségi kapitány:   Juan Luque de Serrallonga
| Szám | Poszt | Név                       | Születési dátum (Kor)         | Vál. | Klub         |
| ---- | ----- | ------------------------- | ----------------------------- | ---- | ------------ |
|      | K     | Óscar Bonfiglio           | 1905. október 5. (24 éves)    |      | Marte        |
|      | K     | Isidoro Sota              | 1902. február 4. (28 éves)    |      | Club América |
|      | V     | Rafael Garza Gutiérrez    | 1896. december 13. (33 éves)  |      | Club América |
|      | V     | Francisco Garza Gutiérrez | 1904. március 14. (26 éves)   |      | Club América |
|      | V     | Manuel Rosas              | 1912. április 17. (18 éves)   |      | Atlante      |
|      | KP    | Efraín Amézcua            | 1907. augusztus 3. (22 éves)  |      | Atlante      |
|      | KP    | Raymundo Rodríguez        | 1905. április 15. (25 éves)   |      | Marte        |
|      | KP    | Felipe Rosas              | 1910. február 5. (20 éves)    |      | Atlante      |
|      | KP    | Alfredo Sánchez           | 1904. május 28. (26 éves)     |      | Club América |
|      | CS    | Juan Carreño              | 1907. augusztus 14. (22 éves) |      | Atlante      |
|      | CS    | Jesús Castro              | 1908. október 16. (21 éves)   |      | Atlante      |
|      | CS    | Roberto Gayón             | 1905. január 1. (25 éves)     |      | Club América |
|      | CS    | Hilario López             | 1907. november 18. (22 éves)  |      | Marte        |
|      | CS    | Dionisio Mejía            | 1907. január 6. (23 éves)     |      | Atlante      |
|      | CS    | Felipe Olivares           | 1910. február 5. (20 éves)    |      | Atlante      |
|      | CS    | Luis Pérez                | 1907.                         |      | Necaxa       |
|      | CS    | José Ruiz                 | 1904.                         |      | Necaxa       |

### Chile
Szövetségi kapitány:  Orth György
| Szám | Poszt | Név                 | Születési dátum (Kor)          | Vál. | Klub                     |
| ---- | ----- | ------------------- | ------------------------------ | ---- | ------------------------ |
|      | K     | Roberto Cortés      | 1905. február 2. (25 éves)     |      | Colo-Colo                |
|      | K     | César Espinoza      | 1900. szeptember 28. (29 éves) |      | Santiago Wanderers       |
|      | V     | Ernesto Chaparro    | 1901. január 4. (29 éves)      |      | Colo-Colo                |
|      | V     | Víctor Morales      | 1905. május 10. (25 éves)      |      | Colo-Colo                |
|      | V     | Ulises Poirier      | 1897. február 2. (33 éves)     |      | La Cruz Valparaíso       |
|      | V     | Guillermo Riveros   | 1902. február 10. (28 éves)    |      | La Cruz Valparaíso       |
|      | KP    | Humberto Elgueta    | 1904. szeptember 10. (25 éves) |      | Santiago Wanderers       |
|      | KP    | Guillermo Saavedra  | 1903. november 5. (26 éves)    |      | Colo-Colo                |
|      | KP    | Arturo Torres       | 1906. október 20. (23 éves)    |      | Colo-Colo                |
|      | KP    | Casimiro Torres     | 1906.                          |      | Everton                  |
|      | CS    | Juan Aguilera       | 1903. október 23. (26 éves)    |      | Audax Italiano           |
|      | CS    | Guillermo Arellano  | 1908. augusztus 21. (21 éves)  |      | Colo-Colo                |
|      | KP    | Arturo Coddou       | 1905. január 14. (25 éves)     |      | Arturo Fernández Vial    |
|      | CS    | Horacio Muñoz       |                                |      | Arturo Fernández Vial    |
|      | CS    | Tomás Ojeda         | 1910. április 20. (20 éves)    |      | Boca Juniors Antofagasta |
|      | CS    | Carlos Schneeberger | 1902. június 21. (28 éves)     |      | Colo-Colo                |
|      | CS    | Guillermo Subiabre  | 1902. február 25. (28 éves)    |      | Colo-Colo                |
|      | CS    | Carlos Vidal        | 1902. február 24. (28 éves)    |      | Audax Italiano           |
|      | CS    | Eberardo Villalobos | 1902. április 1. (28 éves)     |      | Rangers Talca            |

### Argentína
Szövetségi kapitány:  Francisco Olazar és  Juan José Tramutola
| Szám | Poszt | Név                  | Születési dátum (Kor)          | Vál. | Klub                        |
| ---- | ----- | -------------------- | ------------------------------ | ---- | --------------------------- |
|      | K     | Ángel Bossio         | 1905. május 5. (25 éves)       |      | Quilmes                     |
|      | K     | Juan Botasso         | 1908. október 23. (21 éves)    |      | Quilmes                     |
|      | V     | Alberto Chividini    | 1907. február 23. (23 éves)    |      | Estudiantil Porteño         |
|      | V     | José Della Torre     | 1906. március 26. (24 éves)    |      | Racing Club                 |
|      | V     | Ramón Muttis         | 1899. március 12. (31 éves)    |      | Boca Juniors                |
|      | V     | Fernando Paternoster | 1903. május 24. (27 éves)      |      | Racing Club                 |
|      | V     | Edmundo Piaggio      | 1910. október 3. (19 éves)     |      | Lanús                       |
|      | KP    | Rodolfo Orlandini    | 1905. január 1. (25 éves)      |      | Estudiantil Porteño         |
|      | KP    | Juan Evaristo        | 1902. június 20. (28 éves)     |      | Boca Juniors                |
|      | KP    | Mario Evaristo       | 1908. december 10. (21 éves)   |      | Boca Juniors                |
|      | KP    | Adolfo Zumelzú       | 1902. január 5. (28 éves)      |      | Estudiantil Porteño         |
|      | KP    | Luis Monti           | 1901. május 15. (29 éves)      |      | San Lorenzo                 |
|      | KP    | Pedro Suárez         | 1909. december 21. (20 éves)   |      | Boca Juniors                |
|      | CS    | Roberto Cherro       | 1907. szeptember 23. (22 éves) |      | Boca Juniors                |
|      | CS    | Attilio Demaría      | 1909. március 19. (21 éves)    |      | Estudiantil Porteño         |
|      | CS    | Manuel Ferreira      | 1905. október 22. (24 éves)    |      | Estudiantes de La Plata     |
|      | CS    | Natalio Perinetti    | 1900. december 28. (29 éves)   |      | Racing Club                 |
|      | CS    | Carlos Peucelle      | 1908. szeptember 13. (21 éves) |      | CS Buenos Aires             |
|      | CS    | Alejandro Scopelli   | 1908. május 12. (22 éves)      |      | Estudiantes de La Plata     |
|      | CS    | Carlos Spadaro       | 1902. február 5. (28 éves)     |      | Lanús                       |
|      | CS    | Guillermo Stábile    | 1905. január 17. (25 éves)     |      | Huracán                     |
|      | CS    | Francisco Varallo    | 1910. február 5. (20 éves)     |      | Gimnasia y Esgrima La Plata |

## 2. csoport

### Jugoszlávia
Szövetségi kapitány:  Boško Simonović
| Szám | Poszt | Név                  | Születési dátum (Kor)          | Vál. | Klub                |
| ---- | ----- | -------------------- | ------------------------------ | ---- | ------------------- |
|      | K     | Milovan Jakšić       | 1909. szeptember 21. (20 éves) | 2    | SK Beograd          |
|      | K     | Milan Stojanović     | 1911. december 28. (18 éves)   | 0    | BSK Beograd         |
|      | V     | Milutin Ivković      | 1906. március 3. (24 éves)     | 22   | SK Beograd          |
|      | V     | Dušan Marković       | 1906. március 9. (24 éves)     | 0    | Vojvodina Novi Sad  |
|      | V     | Dragoslav Mihajlović | 1906. december 13. (23 éves)   | 1    | BSK Beograd         |
|      | V     | Dragomir Tošić       | 1909. november 8. (20 éves)    | 0    | BSK Beograd         |
|      | KP    | Milorad Arsenijević  | 1906. június 6. (24 éves)      | 16   | OFK Beograd         |
|      | KP    | Momčilo Đokić        | 1911. július 13. (19 éves)     | 2    | Jugoslavija Beograd |
|      | KP    | Teofilo Spasojević   | 1909. július 13. (21 éves)     | 1    | Jugoslavija Beograd |
|      | KP    | Ljubiša Stefanović   | 1910. július 13. (20 éves)     | 0    | FC Sète             |
|      | CS    | Ivan Bek             | 1909. október 29. (20 éves)    | 2    | FC Sète             |
|      | CS    | Branislav Hrnjiček   | 1908. június 5. (22 éves)      | 4    | Jugoslavija Beograd |
|      | CS    | Blagoje Marjanović   | 1907. szeptember 9. (22 éves)  | 15   | OFK Beograd         |
|      | CS    | Dragutin Najdanović  | 1908. április 15. (22 éves)    | 3    | BSK Beograd         |
|      | CS    | Branislav Sekulić    | 1906. október 29. (23 éves)    | 3    | Montpellier HSC     |
|      | CS    | Aleksandar Tirnanić  | 1911. július 15. (19 éves)     | 5    | BSK Beograd         |
|      | CS    | Đorđe Vujadinović    | 1909. december 6. (20 éves)    | 4    | BSK Beograd         |

### Brazília
Szövetségi kapitány:  Píndaro de Carvalho Rodrigues
| Szám | Poszt | Név            | Születési dátum (Kor)          | Vál. | Klub             |
| ---- | ----- | -------------- | ------------------------------ | ---- | ---------------- |
|      | K     | Joel           | 1904. július 13. (26 éves)     |      | America (RJ)     |
|      | K     | Velloso        | 1908. szeptember 25. (21 éves) |      | Fluminense       |
|      | V     | Brilhante      | 1904. november 5. (25 éves)    |      | Vasco da Gama    |
|      | V     | Itália         | 1907. május 22. (23 éves)      |      | Vasco da Gama    |
|      | V     | Oscarino       | 1907. január 17. (23 éves)     |      | Ypiranga Niterói |
|      | V     | Zé Luiz        | 1904. november 16. (25 éves)   |      | São Cristóvão    |
|      | V     | Benevenuto     | 1903. augusztus 8. (26 éves)   |      | Flamengo         |
|      | KP    | Russinho       | 1902. december 18. (27 éves)   |      | Vasco da Gama    |
|      | KP    | Fausto         | 1905. január 28. (25 éves)     |      | Vasco da Gama    |
|      | KP    | Fernando       | 1906. március 1. (24 éves)     |      | Fluminense       |
|      | KP    | Fortes         | 1901. szeptember 9. (28 éves)  |      | Fluminense       |
|      | KP    | Hermógenes     | 1908. november 4. (21 éves)    |      | America (RJ)     |
|      | KP    | Ivan Mariz     | 1910. május 16. (20 éves)      |      | Fluminense       |
|      | KP    | Pamplona       | 1904. március 24. (26 éves)    |      | Botafogo         |
|      | CS    | Araken         | 1905. július 17. (25 éves)     |      | Santos           |
|      | CS    | Benedicto      | 1910. május 10. (20 éves)      |      | Botafogo         |
|      | CS    | Carvalho Leite | 1912. június 25. (18 éves)     |      | Botafogo         |
|      | CS    | Doca           | 1903. április 7. (27 éves)     |      | São Cristóvão    |
|      | CS    | Manoelzinho    | 1907. július 13. (23 éves)     |      | Goytacaz         |
|      | CS    | Moderato       | 1902. július 14. (28 éves)     |      | Flamengo         |
|      | CS    | Nilo           | 1903. április 3. (27 éves)     |      | Botafogo         |
|      | CS    | Poly           | 1909. január 26. (21 éves)     |      | Americano        |
|      | CS    | Preguinho      | 1905. február 8. (25 éves)     |      | Fluminense       |
|      | CS    | Teóphilo       | 1900. április 11. (30 éves)    |      | São Cristóvão    |

### Bolívia
Szövetségi kapitány:  Ulises Saucedo
| Szám | Poszt | Név                  | Születési dátum (Kor)        | Vál. | Klub                 |
| ---- | ----- | -------------------- | ---------------------------- | ---- | -------------------- |
|      | K     | Jesús Bermúdez       | 1902.                        | 6    | Oruro Royal          |
|      | K     | Miguel Murillo       |                              | 0    | Bolívar La Paz       |
|      | V     | Casiano Chavarría    | 1901. augusztus 3. (28 éves) | 6    | Calavera La Paz      |
|      | V     | Segundo Durandal     | 1912. március 17. (18 éves)  | 0    | CS San Jose Oruro    |
|      | V     | Luis Reyes Peñaranda |                              | 0    | Universitario La Paz |
|      | KP    | Juan Argote          | 1906.                        | 0    | Bolívar La Paz       |
|      | KP    | Miguel Brito         |                              | 0    | Oruro Royal          |
|      | KP    | Diógenes Lara        | 1902.                        | 7    | Bolívar La Paz       |
|      | KP    | Constantino Noya     |                              | 0    | Oruro Royal          |
|      | KP    | Renato Sáinz         | 1899. december 14. (30 éves) |      | The Strongest        |
|      | KP    | Jorge Valderrama     | 1906. december 12. (23 éves) | 5    | Oruro Royal          |
|      | CS    | Mario Alborta        | 1904.                        | 7    | Bolívar La Paz       |
|      | CS    | José Bustamante      | 1907.                        | 7    | Litoral Cochabamba   |
|      | CS    | René Fernández       | 1906.                        | 0    | Alianza Oruro        |
|      | CS    | Gumersindo Gómez     | 1907.                        | 0    | Oruro Royal          |
|      | CS    | Rafael Méndez        | 1904.                        | 7    | Universitario La Paz |
|      | CS    | Eduardo Reyes Ortíz  | 1907.                        | 0    | The Strongest        |

## 3. csoport

### Uruguay
Szövetségi kapitány:  Alberto Suppici
| Szám | Poszt | Név                 | Születési dátum (Kor)         | Vál. | Klub                      |
| ---- | ----- | ------------------- | ----------------------------- | ---- | ------------------------- |
|      | K     | Enrique Ballesteros | 1905. január 18. (25 éves)    | 19   | Rampla Juniors            |
|      | K     | Miguel Capuccini    | 1904. július 22. (26 éves)    | 6    | Peñarol                   |
|      | V     | Ernesto Mascheroni  | 1907. november 21. (22 éves)  | 0    | River Plate               |
|      | V     | José Nasazzi        | 1901. május 24. (29 éves)     | 28   | Bella Vista               |
|      | V     | Emilio Recoba       | 1904. november 3. (25 éves)   | 5    | Nacional                  |
|      | V     | Domingo Tejera      | 1899. július 22. (31 éves)    | 15   | Montevideo Wanderers      |
|      | KP    | José Andrade        | 1901. november 22. (28 éves)  | 29   | Nacional                  |
|      | KP    | Lorenzo Fernández   | 1900. május 20. (30 éves)     | 20   | Peñarol                   |
|      | KP    | Álvaro Gestido      | 1907. május 17. (23 éves)     | 10   | Peñarol                   |
|      | KP    | Ángel Melogno       | 1905. március 22. (25 éves)   | 5    | Bella Vista               |
|      | KP    | Conduelo Píriz      | 1905.                         | 7    | Nacional                  |
|      | KP    | Carlos Riolfo       | 1905. november 5. (24 éves)   | 2    | Peñarol                   |
|      | CS    | Peregrino Anselmo   | 1904. augusztus 3. (25 éves)  | 8    | Peñarol                   |
|      | CS    | Juan Carlos Calvo   | 1906.                         | 0    | Miramar Misiones          |
|      | CS    | Héctor Castro       | 1904. november 29. (25 éves)  | 17   | Nacional                  |
|      | CS    | Pedro Cea           | 1900. szeptember 1. (29 éves) | 21   | Nacional                  |
|      | CS    | Pablo Dorado        | 1908. június 22. (22 éves)    | 2    | Bella Vista               |
|      | CS    | Santos Iriarte      | 1902. november 2. (27 éves)   | 5    | Racing Club de Montevideo |
|      | CS    | Pedro Petrone       | 1935. július 22. (-5 éves)    | 27   | Nacional                  |
|      | CS    | Zoilo Saldombide    | 1905. március 18. (25 éves)   | 14   | Montevideo Wanderers      |
|      | CS    | Héctor Scarone      | 1898. november 26. (31 éves)  | 48   | Nacional                  |
|      | CS    | Santos Urdinarán    | 1900. március 30. (30 éves)   | 19   | Nacional                  |

### Románia
Szövetségi kapitány:  Constantin Rădulescu
| Szám | Poszt | Név                 | Születési dátum (Kor)         | Vál. | Klub                      |
| ---- | ----- | ------------------- | ----------------------------- | ---- | ------------------------- |
|      | K     | Ion Lăpușneanu      | 1908. december 8. (21 éves)   | 3    | Sportul Studenţesc        |
|      | K     | Zauber Sámuel       | 1901. január 1. (29 éves)     | 0    | Maccabi Bucureşti         |
|      | V     | Bürger Rudolf       | 1908. október 31. (21 éves)   | 4    | Temesvári Kinizsi         |
|      | V     | Czakó József        | 1906. június 11. (24 éves)    | 1    | UDR Reşiţa                |
|      | V     | Steiner Béla        | 1907. január 24. (23 éves)    | 9    | Temesvári Kinizsi         |
|      | KP    | Borbély Sándor      | 1900. január 1. (30 éves)     | 0    | Belvedere Bucureşti       |
|      | KP    | Eisenbeisser Alfréd | 1908. április 7. (22 éves)    | 0    | Dragoş Vodă Cernăuţi      |
|      | KP    | Raffinsky László    | 1905. április 23. (25 éves)   | 4    | Juventus București        |
|      | KP    | Corneliu Robe       | 1908. május 23. (22 éves)     | 0    | Olympia Bucureşti         |
|      | KP    | Petre Steinbach     | 1906. január 1. (24 éves)     | 0    | Unirea Tricolor Bucureşti |
|      | KP    | Steiner Rudolf      | 1907. január 24. (23 éves)    | 5    | Temesvári Kinizsi         |
|      | KP    | Vogl Imre           | 1905. augusztus 12. (24 éves) | 10   | Petrolul Ploieşti         |
|      | CS    | Ștefan Barbu        | 1908. március 2. (22 éves)    | 4    | Gloria Arad               |
|      | CS    | Dezső Béla          | 1909. március 24. (21 éves)   | 4    | UDR Reşiţa                |
|      | CS    | Glanzmann Ede       | 1907. március 27. (23 éves)   | 0    | Nagyváradi AC             |
|      | CS    | Kocsis Elemér       | 1910. február 27. (20 éves)   | 0    | Nagyváradi AC             |
|      | CS    | Kovács Miklós       | 1911. december 23. (18 éves)  | 3    | Banatul Timişoara         |
|      | CS    | Constantin Stanciu  | 1911.                         | 4    | Venus Bucureşti           |
|      | CS    | Ilie Subășeanu      | 1908.                         | 2    | Olympia Bucureşti         |
|      | CS    | Wetzer Rudolf       | 1901. március 17. (29 éves)   | 12   | Petrolul Ploieşti         |

### Peru
Szövetségi kapitány:  Francisco Bru
| Szám | Poszt | Név                   | Születési dátum (Kor)          | Vál. | Klub                         |
| ---- | ----- | --------------------- | ------------------------------ | ---- | ---------------------------- |
|      | K     | Jorge Pardón          | 1909. december 19. (20 éves)   |      | Sporting Tabaco              |
|      | K     | Juan Valdivieso       | 1910. május 6. (20 éves)       |      | Alianza Lima                 |
|      | V     | Mario de las Casas    | 1901. január 31. (29 éves)     |      | Lawn Tennis de la Exposición |
|      | V     | Arturo Fernández      | 1910. április 10. (20 éves)    |      | Universitario de Deportes    |
|      | V     | Antonio Maquilón      | 1902. november 29. (27 éves)   |      | Tarapacá Ferroviario         |
|      | V     | Alberto Soria         | 1906.                          |      | Alianza Lima                 |
|      | KP    | Eduardo Astengo       |                                |      | Universitario de Deportes    |
|      | KP    | Alberto Denegri       |                                |      | Alianza Lima                 |
|      | KP    | Plácido Galindo       | 1906. március 9. (24 éves)     |      | Universitario de Deportes    |
|      | KP    | Domingo García        | 1904.                          |      | Alianza Lima                 |
|      | KP    | Julio Quintana        |                                |      | Alianza Lima                 |
|      | KP    | Juan Alfonso Valle    | 1905.                          |      | Circolo Sportivo Italiano    |
|      | CS    | Carlos Cillóniz       |                                |      | Universitario de Deportes    |
|      | CS    | Jorge Góngora         |                                |      | Universitario de Deportes    |
|      | CS    | José María Lavalle    | 1911. június 5. (19 éves)      |      | Alianza Lima                 |
|      | CS    | Julio Lores           | 1908. szeptember 15. (21 éves) |      | Association FBC              |
|      | CS    | Demetrio Neyra        | 1906.                          |      | Alianza Lima                 |
|      | CS    | Pablo Pacheco         |                                |      | Universitario de Deportes    |
|      | CS    | Lizardo Rodríguez Nue | 1910. augusztus 30. (19 éves)  |      | Progreso Lima                |
|      | CS    | Jorge Sarmiento       |                                |      | Alianza Lima                 |
|      | CS    | Luis Souza Ferreira   | 1904. június 30. (26 éves)     |      | Universitario de Deportes    |
|      | CS    | Alejandro Villanueva  | 1908. június 4. (22 éves)      |      | Alianza Lima                 |

## 4. csoport

### Amerikai Egyesült Államok
Szövetségi kapitány:  Robert Millar
| Szám | Poszt | Név              | Születési dátum (Kor)          | Vál. | Klub                      |
| ---- | ----- | ---------------- | ------------------------------ | ---- | ------------------------- |
|      | K     | Jimmy Douglas    | 1898. január 12. (32 éves)     | 5    | New York Nationals        |
|      | V     | Jimmy Gallagher  | 1901. június 7. (29 éves)      | 2    | New York Nationals        |
|      | V     | James Gentle     | 1904. július 21. (26 éves)     | 0    | Philadelphia Cricket Club |
|      | V     | George Moorhouse | 1901. május 4. (29 éves)       | 1    | New York Giants           |
|      | V     | Raphael Tracey   | 1904. február 6. (26 éves)     | 0    | Ben Millers               |
|      | V     | Frank Vaughn     | 1902. február 18. (28 éves)    | 0    | Ben Millers               |
|      | V     | Alexander Wood   | 1907. június 12. (23 éves)     | 0    | Detroit Holley Carburetor |
|      | KP    | Andy Auld        | 1900. január 26. (30 éves)     | 1    | Providence FC             |
|      | KP    | Jim Brown        | 1908. december 31. (21 éves)   | 3    | New York Giants           |
|      | KP    | Billy Gonsalves  | 1908. augusztus 10. (21 éves)  | 0    | Fall River FC             |
|      | KP    | Arnie Oliver     | 1907. május 22. (23 éves)      | 0    | Providence FC             |
|      | KP    | Philip Slone     | 1907. január 20. (23 éves)     | 0    | New York Giants           |
|      | CS    | Mike Bookie      | 1904. szeptember 12. (25 éves) | 0    | Cleveland Slavia          |
|      | CS    | Tom Florie       | 1897. szeptember 6. (32 éves)  | 2    | New Bedford Whalers       |
|      | CS    | Bart McGhee      | 1899. április 30. (31 éves)    | 0    | New York Nationals        |
|      | CS    | Bert Patenaude   | 1909. november 4. (20 éves)    | 0    | Fall River FC             |

### Paraguay
Szövetségi kapitány:  José Durand Laguna
| Szám | Poszt | Név                    | Születési dátum (Kor)          | Vál. | Klub                 |
| ---- | ----- | ---------------------- | ------------------------------ | ---- | -------------------- |
|      | K     | Pedro Benítez          | 1901. január 12. (29 éves)     |      | Club Libertad        |
|      | K     | Modesto Denis          | 1901.                          |      | Nacional Asunción    |
|      | V     | Eustacio Chamorro      |                                |      | Presidente Hayes     |
|      | V     | Salvador Flores        | 1906.                          |      | Cerro Porteño        |
|      | V     | José Miracca           | 1903. szeptember 23. (26 éves) |      | Nacional Asunción    |
|      | V     | Quiterio Olmedo        | 1907. december 21. (22 éves)   |      | Nacional Asunción    |
|      | KP    | Francisco Aguirre      | 1908.                          |      | Olimpia Asunción     |
|      | KP    | Santiago Benítez       | 1903.                          |      | Olimpia Asunción     |
|      | KP    | Eusebio Díaz           | 1901.                          |      | Club Guaraní         |
|      | KP    | Romildo Etcheverry     | 1906. december 15. (23 éves)   |      | Olimpia Asunción     |
|      | KP    | Diego Florentín        |                                |      | River Plate Asunción |
|      | KP    | Tranquilino Garcete    | 1907.                          |      | Club Libertad        |
|      | CS    | Delfín Benítez Cáceres | 1910. szeptember 24. (19 éves) |      | Club Libertad        |
|      | CS    | Saguier Carreras       |                                |      | Sportivo Luqueño     |
|      | CS    | Diógenes Domínguez     | 1902.                          |      | Sportivo Luqueño     |
|      | CS    | Aurelio González       | 1905. szeptember 25. (24 éves) |      | Olimpia Asunción     |
|      | CS    | Lino Nessi             | 1904.                          |      | Club Libertad        |
|      | CS    | Amadeo Ortega          |                                |      | River Plate Asunción |
|      | CS    | Bernabé Rivera         |                                |      | Sportivo Luqueño     |
|      | CS    | Gerardo Romero         | 1906.                          |      | Club Libertad        |
|      | CS    | Luis Vargas Peña       | 1905.                          |      | Olimpia Asunción     |
|      | CS    | Jacinto Villalba       |                                |      | Cerro Porteño        |

### Belgium
Szövetségi kapitány:  Hector Goetinck
| Szám | Poszt | Név               | Születési dátum (Kor)          | Vál. | Klub                      |
| ---- | ----- | ----------------- | ------------------------------ | ---- | ------------------------- |
|      | K     | Arnold Badjou     | 1909. június 26. (21 éves)     | 3    | Daring Club Molenbeek     |
|      | K     | Jean De Bie       | 1892. május 9. (38 éves)       | 37   | KFC Rhodienne-Verrewinkel |
|      | V     | Henri De Deken    | 1907. augusztus 3. (22 éves)   | 0    | Royal Antwerp             |
|      | V     | Nicolas Hoydonckx | 1900. december 29. (29 éves)   | 19   | KSC Hasselt               |
|      | V     | Theodore Nouwens  | 1908. február 17. (22 éves)    | 10   | KRC Mechelen              |
|      | KP    | Pierre Braine     | 1900. október 26. (29 éves)    | 42   | Beerschot AC              |
|      | KP    | Alexis Chantraine | 1901. március 16. (29 éves)    | 0    | RFC Liège                 |
|      | KP    | Jean De Clercq    | 1905. május 17. (25 éves)      | 5    | Royal Antwerp             |
|      | KP    | August Hellemans  | 1907. szeptember 14. (22 éves) | 4    | KV Mechelen               |
|      | CS    | Ferdinand Adams   | 1903. május 3. (27 éves)       | 21   | SC Anderlecht             |
|      | CS    | Gérard Delbeke    | 1903. szeptember 1. (26 éves)  | 0    | Club Brugge               |
|      | CS    | Jan Diddens       | 1908. szeptember 14. (21 éves) | 21   | KRC Mechelen              |
|      | CS    | Jacques Moeschal  | 1900. szeptember 6. (29 éves)  | 15   | KFC Rhodienne-Verrewinkel |
|      | CS    | André Saeys       | 1911. február 20. (19 éves)    | 0    | Cercle Brugge             |
|      | CS    | Louis Versyp      | 1908. december 5. (21 éves)    | 7    | Club Brugge               |
|      | CS    | Bernard Voorhoof  | 1910. május 10. (20 éves)      | 6    | Lierse SK                 |